# Pronom relatif
 (août 2022).
Si vous disposez d'ouvrages ou d'articles de référence ou si vous connaissez des sites web de qualité traitant du thème abordé ici, merci de compléter l'article en donnant les références utiles à sa vérifiabilité et en les liant à la section « Notes et références ».
En grammaire, le pronom relatif est un pronom particulier qui se distingue des autres pronoms (personnels, démonstratifs, possessifs, etc.) par sa faculté d'introduire une nouvelle proposition (la proposition subordonnée relative).
Le CNRTL le définit comme « [mot] qui sert à rapporter, à joindre, au nom ou au pronom qu'il représente, et qui est son antécédent, une proposition subordonnée dite relative qui explique ou détermine l'antécédent ».
Il joue un double rôle, puisqu'il est à la fois représentant, au même titre qu'un autre pronom, et subordonnant, au même titre que la conjonction de subordination, par exemple.
- En tant que pronom représentant, il consiste le plus souvent en une anaphore (qui, que, quoi, dont, où...). Il lui arrive cependant d'être employé sans antécédent (quiconque, quoi que...)[1], et de devenir ainsi un référentiel (ou nominal). Le plus souvent cependant, il sert de reprise nominale ou pronominale (plus rarement adjectivale ou adverbiale) : il remplace un nom ou un pronom de la proposition principale et évite une répétition. C'est ce lien avec un nom qui justifie qu'on classe une telle proposition dans les expansions du nom.
- En tant que subordonnant, il relie la subordonnée à la principale[1].

Dans les langues flexionnelles, le pronom relatif peut adopter la forme voulue par son cas. En français, par exemple, le pronom relatif sujet est obligatoirement « qui », le complément du nom « dont », le COD « que », etc.